# Dora Maar
Dora Maar, pseudonym för Henriette Theodora Markovitch, född 22 november 1907 i Tours, död 16 juli 1997 i Paris, var en fransk fotograf och konstnär. Hon var på 1930-talet uppmärksammad för sin fotokonst inom olika genrer, surrealism, socialrealism och reklam- och modefoto. Hon samarbetade och hade en relation med Pablo Picasso.

## Biografi
Theodora Markovitch föddes 1907 i Tours i Frankrike. Fadern var kroat, modern var fransk. Theodora, eller Dora som hon kallades, tillbringade barndomen omväxlande i Paris och Buenos Aires där fadern arbetade med olika uppdrag som arkitekt. Uppväxten präglades av återkommande konflikter mellan föräldrarna och mellan Dora och hennes mor.
Från mitten av 1920-talet bodde hon i Paris. Hon hade konstnärliga ambitioner, studerade måleri, formgivning och fotografi och umgicks i konstnärskretsar. En tid hade hon en relation med författaren Georges Bataille. Hon blev tidigt uppmärksammad som fotograf. 1931 delade hon mörkrum med Brassaï och samma år började hon att samarbeta med fotografen Pierre Kéfer. Det var nu som hon började att kalla sig Dora Maar. Deras gemensamma studio blev mycket framgångsrik inom porträtt-, konst-, mode- och reklamfotografi. Paret experimenterade med ljus och skugga, kollage och fotomontage.
Det tidiga 1930-talet präglades av arbetslöshet och fattigdom. Dora Maar var samhällsengagerad och sympatiserade med den politiska vänstern. Hon dokumenterade gatuscener i Paris, London och Barcelona. Med sin lättanvända Rolleiflex-kamera fotograferade hon fattiga och hemlösa. Hennes politiska sympatier förde henne i kontakt med surrealist-rörelsen, där hon blev en få kvinnor i rörelsens inre cirkel. Hon deltog med sina foton och fotomontage i flera stora stora surrealistutställningar. Det var nakenstudier och drömlika, oroande bilder. Inspiration kan ha kommit från Bataille, fotograferna Alfred Stieglitz och Imogen Cunningham, från målningar av Giorgio de Chirico och Georgia O’Keefe eller från tysk expressionistisk film (t.ex Dr Caligaris kabinett).
En av hennes mest kända bilder, Portrait d'Ubu, visar till synes ett skrämmande monster, men är en extrem närbild av ett foster av ett bältdjur. En annan känd bild, 29, Rue d'Astorg (1936), visar en dockliknande kvinna i en korridor eller ett valv med förvridna väggar. Även denna bild ger betraktaren en känsla av osäkert obehag. Kvinnan, kanske en lerfigur, har tjocka ben och litet huvud. Den ger associationer till flera målningar som Pablo Picasso gjorde av sin hustru Olga.

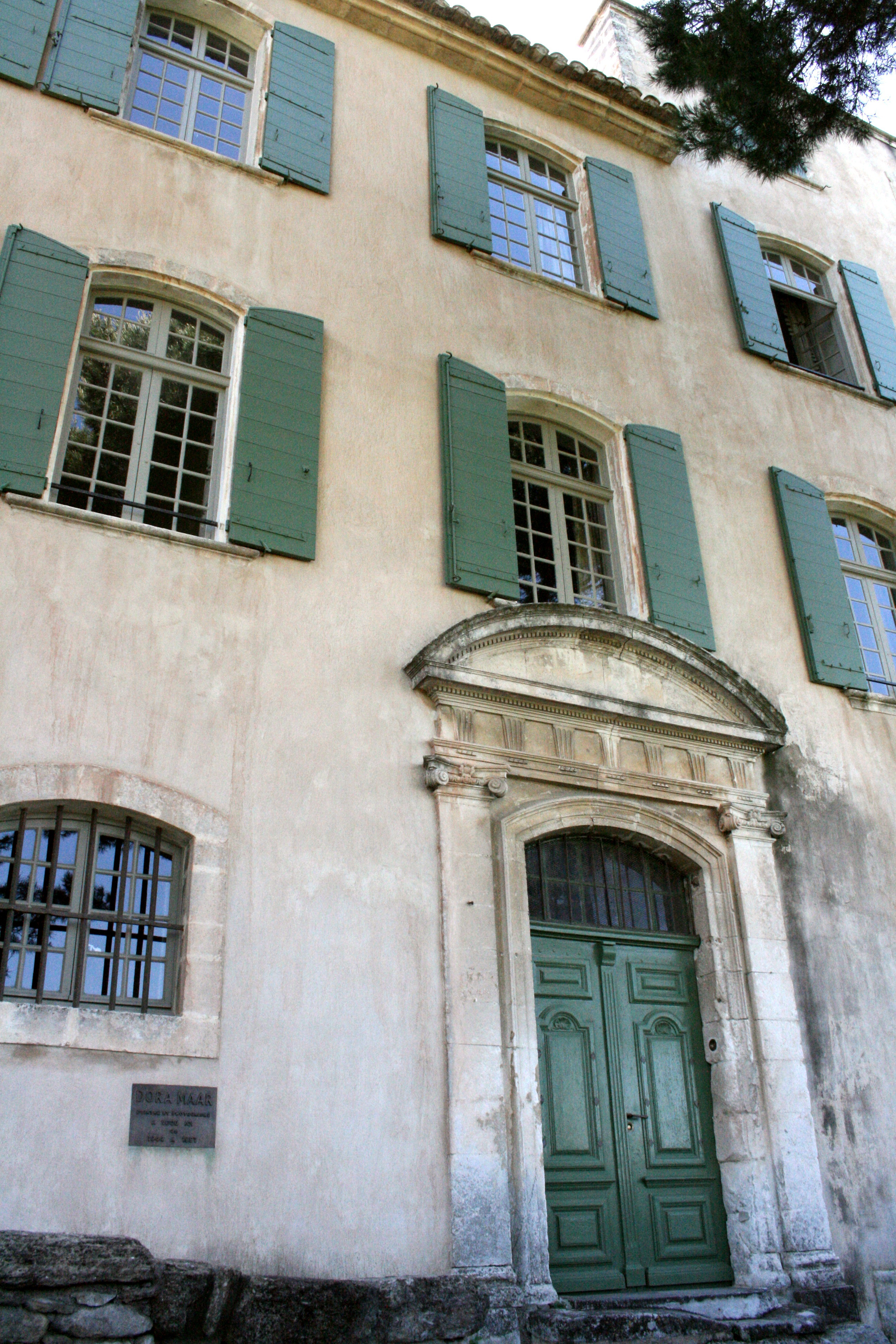
Dora Maars hus i Ménerbes

1936 träffade Dora Maar konstnären Pablo Picasso och de inledde en relation som skulle vara till 1944. Maar var Picassos älskarinna men de samarbetade också. Hon stod modell för många av hans målningar, bland andra Den gråtande kvinnan (1937) som Picasso gjorde flera versioner av. När Picasso 1937 målade Guernica dokumenterade Maar arbetet med sin kamera. Medan arbetet fortskred använde han hennes bilder för att göra ändringar i kompositionen. Det har hävdats att Guernica bör ses som ett samarbete mellan honom och Dora Maar. Hon lärde honom att fotografera och de experimenterade gemensamt med fotografi. På Picassos uppmaning återupptog Dora Maar måleriet, vilket fick till följd att hon slutade att fotografera 1939.
På 1940-talet drabbades Dora Maar av flera traumatiska händelser. Förhållandet med Picasso upphörde, modern dog liksom Maars bästa väninna, fadern flyttade till Argentina. Maar tillbringade en tid på en psykiatrisk anstalt och behandlades med ECT. Efteråt gick hon i psykoanalys hos Jacques Lacan och fann tröst i poesi och religion. Hon drog sig undan vänner och bekanta i Paris och vistades allt mer i Ménerbes i södra Frankrike där hon hade ett hus som hon fått av Picasso. Hon fortsatte att måla och utvecklade en egen stil med abstrakta landskap och deltog under 1950-talet i grupp- och separatutställningar i flera länder. Sedan dröjde det ända till 1990 innan hon ställde ut igen (i Paris) men den utställningen innehöll äldre målningar, stilleben och landskap gjorda före 1957. 1995 kom en fotoutställning i Barcelona. Hon hade inte varit overksam i mellantiden – hon hade målat och experimenterat med foto – men resultatet blev inte känt förrän efter hennes död 1997.
2019–2020 visas den hittills största retrospektiva utställningen av hennes verk på Centre Pompidou i Paris, Tate Modern i London och J. Paul Getty Museum i Los Angeles.